# Municipio de Keytesville
El municipio de Keytesville (en inglés: Keytesville Township) es un municipio ubicado en el condado de Chariton en el estado estadounidense de Misuri. En el año 2010 tenía una población de 918 habitantes y una densidad poblacional de 4,7 personas por km².

## Geografía
El municipio de Keytesville se encuentra ubicado en las coordenadas 39°27′6″N 92°56′2″O / 39.45167, -92.93389. Según la Oficina del Censo de los Estados Unidos, el municipio tiene una superficie total de 195.44 km², de la cual 193,33 km² corresponden a tierra firme y (1,08 %) 2,11 km² es agua.

## Demografía
Según el censo de 2010, había 918 personas residiendo en el municipio de Keytesville. La densidad de población era de 4,7 hab./km². De los 918 habitantes, el municipio de Keytesville estaba compuesto por el 97,71 % blancos, el 0,65 % eran afroamericanos, el 0,22 % eran amerindios, el 0,33 % eran asiáticos y el 1,09 % eran de una mezcla de razas. Del total de la población el 0,22 % eran hispanos o latinos de cualquier raza.